# Jaguar S-Type
El Jaguar S-Type es un turismo de lujo del segmento E producido por el fabricante inglés Jaguar entre 1999 y 2008. Fue presentado por primera vez al público en el Salón del Automóvil de Birmingham de 1998. Es un vehículo mediano, el nombre es un homenaje a un modelo previo, el Jaguar S-Type de 1963, aunque el diseño parece ser inspirado en el Jaguar Mark 2 de la misma época. Sus principales rivales son los europeos Alfa Romeo 166, Audi A6, BMW Serie 5, Mercedes-Benz Clase E, Saab 9-5, Opel Omega y Volvo S80, y los japoneses Acura TL, Infiniti M y Lexus GS.
Es un cinco plazas con carrocería sedán de cuatro puertas, motor delantero longitudinal y tracción trasera. Se ofrecía con cajas de cambios manual de cinco marchas y automática de seis marchas. El S-Type fue reestilizado en los años 2002, 2004 y 2007, y fue reemplazado por el Jaguar XF a principios de 2008.
El interior del vehículo se compone principalmente de cuero de buena calidad y símil de madera a gusto del cliente. Este coche dispone de equipamiento poco común en su época, por ejemplo la pantalla táctil de la consola, los asientos eléctricos automáticos (se echan hacia atrás al abrirse la puerta para facilitar la entrada al conductor) o los faros xenón de encendido automático. 
Antes del reestyling principal (2002) Sen empleaban una caja de cambios manual y otra automática, ambas de 5 velocidades. Después de este, se introdujeron una caja automática y otra manual nuevas, de 6 velocidades. 
En este reestyling también se eliminó el freno de mano convencional, siendo sustituido por un freno de estacionamiento electrónico. 
Todos los motores del S-Type tienen cuatro válvulas por cilindro. Los gasolina un V6 de 2.5 litros y 200 CV, un V6 de 3.0 litros y 249 CV producido por Porsche , un V8 de 4.0 litros y 280 CV, un V8 de 4.2 litros atmosférico de 298 CV o con compresor volumétrico de 396 CV. El Diesel es un V6 de 2.7 litros y 207 CV, producido por el Grupo PSA, el cual fue el más vendido debido a su bajo consumo. 
La primera reestilización fue una atualización del interior por uno de más calidad y mejor diseño.

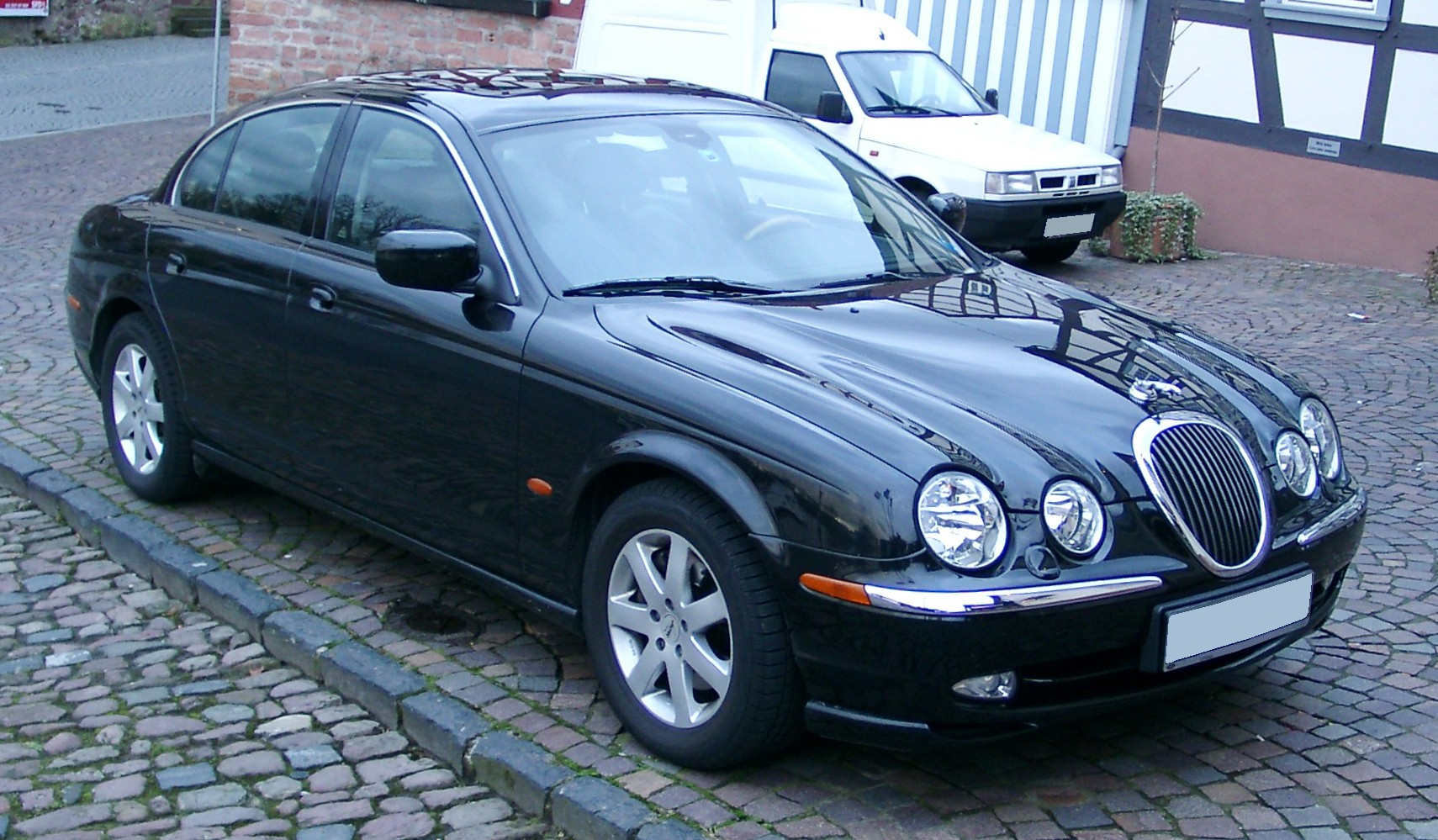

La segunda reestilización añadió varios motores y extras como Bluetooth para móvil y otro cambio en el frontal.

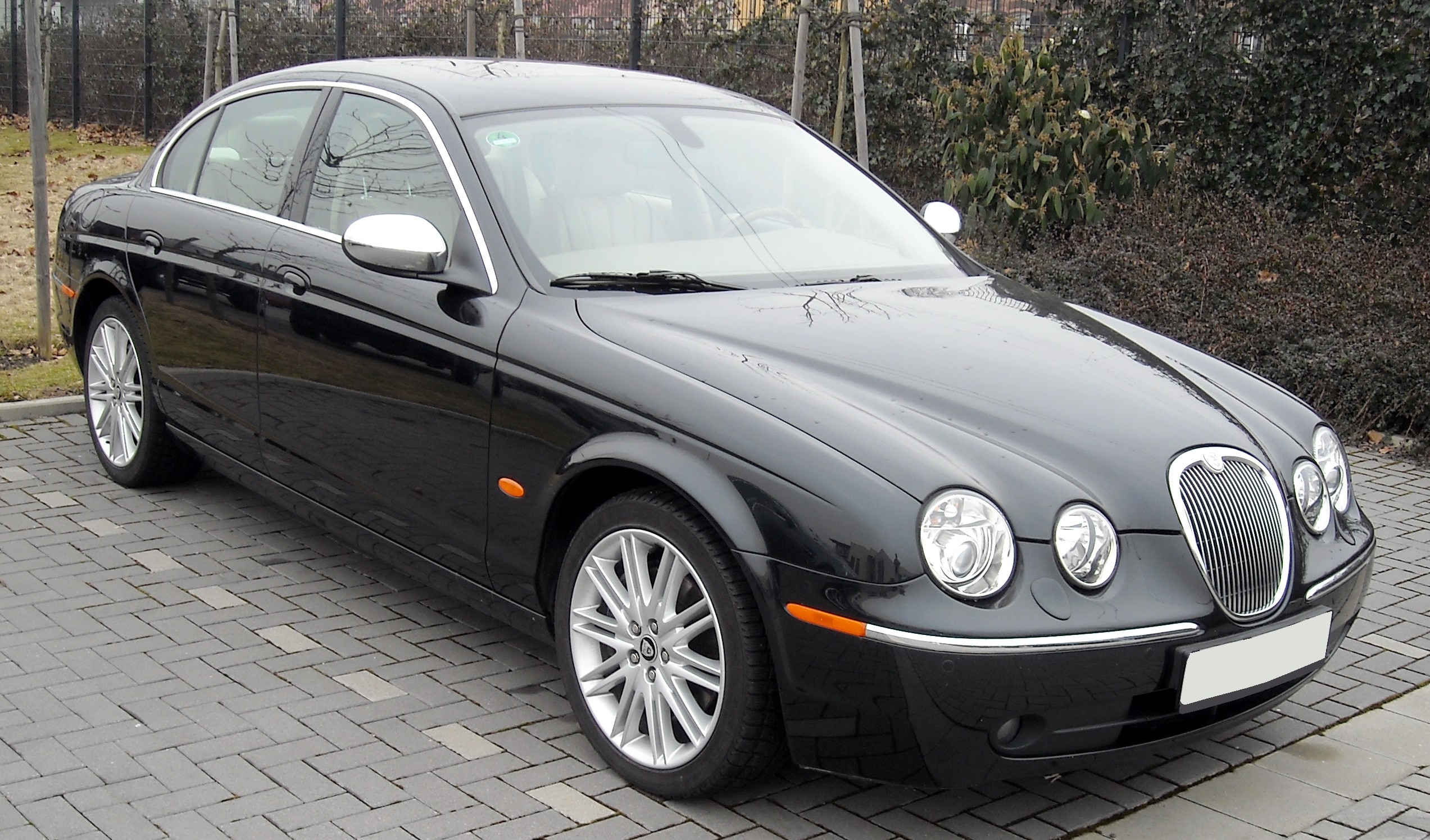

La tercera y última reestilización fue, entre otros pequeños detalles, la eliminación de los faros antiniebla.

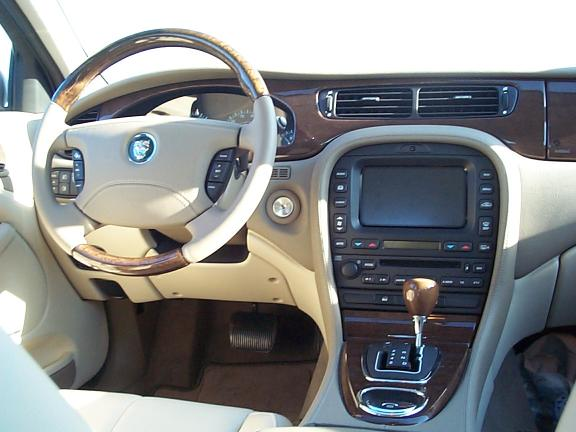